# Норт Мајами (Оклахома)
Норт Мајами (енгл. North Miami) град је у америчкој савезној држави Оклахома.

## Демографија
По попису из 2010. године број становника је 374, што је 59 (-13,6%) становника мање него 2000. године.
| Група             | 2000.       | 2010.       |
| Белци             | 276 (63,7%) | 229 (61,2%) |
| Афроамериканци    | 0 (0,0%)    | 1 (0,3%)    |
| Азијати           | 1 (0,2%)    | 2 (0,5%)    |
| Хиспаноамериканци | 19 (4,4%)   | 22 (5,9%)   |
| Укупно            | 433         | 374         |